# Yolett McPhee-McCuin
Bản mẫu:Infobox college coach
Yolett McPhee-McCuin (sinh ngày 30 tháng 4 năm 1983) là huấn luyện viên trưởng hiện tại của đội bóng rổ nữ Ole Miss Rebels. Đội của cô tại Đại học Jacksonville đã giành chiến thắng trong Giải đấu Hội nghị Mặt trời Đại Tây Dương 2016 và tiến đến Giải đấu NCAA.

## Hồ sơ huấn luyện trưởng
| Jacksonville Dolphins (Atlantic Sun Conference) (2013–2018) |               |               |              |        |                  |  |  |  |  |
| 2013–14 | Jacksonville  | 13-17         | 10-8         | 5th    |                  |  |  |  |  |
| 2014–15 | Jacksonville  | 12-17         | 6-8          | 4th    |                  |  |  |  |  |
| 2015–16 | Jacksonville  | 22-11         | 11-3         | 2nd    | NCAA First Round |  |  |  |  |
| 2016–17 | Jacksonville  | 23-9          | 11-3         | 3rd    | WNIT First Round |  |  |  |  |
| 2017–18 | Jacksonville  | 24-9          | 12-2         | 2nd    | WNIT First Round |  |  |  |  |
| Jacksonville: | Jacksonville: | 94–63 (.599)  | 50–24 (.676) |        |                  |  |  |  |  |
| Ole Miss Rebels (Southeastern Conference) (2018–nay) |               |               |              |        |                  |  |  |  |  |
| 2018–19 | Ole Miss      | 9-22          | 3-13         | T-12th |                  |  |  |  |  |
| 2019–20 | Ole Miss      | 0-0           | 0-0          |        |                  |  |  |  |  |
| Ole Miss: | Ole Miss:     | 9–22 (.290)   | 3–13 (.188)  |        |                  |  |  |  |  |
| Total: | Total:        | 103–85 (.548) |              |        |                  |  |  |  |  |
| National champion Postseason invitational champion Conference regular season champion Conference regular season and conference tournament champion Division regular season champion Division regular season and conference tournament champion Conference tournament champion |               |               |              |        |                  |  |  |  |  |